# Bólido hipotético de Tollmann

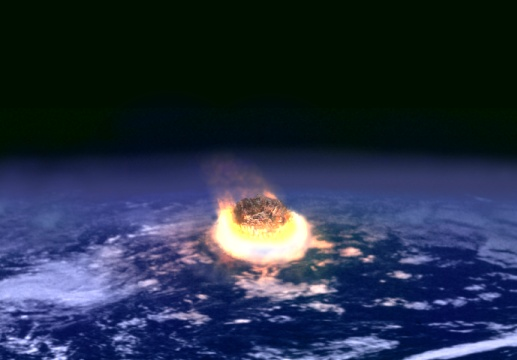
Concepção artística do impacto de um meteoroide contra a Terra (NASA).

A teoria do bólido de Alexander Tollmann, proposta por Kristen-Tollmann e Tollmann, é uma hipótese apresentada pelo geólogo austríaco Dr. Alexander Tollmann, sugerindo que um ou vários bólidos (asteroides ou cometas) tenham impactado contra a Terra em 7640 AEC (±200), tendo outro bólido menor impactado em 3150 AEC (±200). Se comprovada, esta hipótese explicaria as extinções do Holoceno e, possivelmente, as lendas sobre um dilúvio universal.
As supostas evidências para o evento incluem estudos estratigráficos de tectitos, dendrocronologia, e núcleos de gelo extraídos de Camp Century, Groenlândia, contendo ácido hidroclórico e sulfúrico (indicando um impacto de alta intensidade no oceano) bem como ácido nítrico (criado pelo aquecimento extremo do ar).
A evidência para 7640 AEC parece ser consistente com as datas de formação de vários lagos salgados ainda existentes em regiões áridas da América do Norte e Ásia, sugerindo que o impacto pode ter ocorrido nos oceanos, causando múltiplos tsunamis com ondas quilométricas, que adentraram profundamente nos continentes, e/ou lançaram grandes massas de água salgada nas camadas superiores da atmosfera, de onde caíram como chuva, criando lagos salgados em desertos.

## Avaliação científica
Por conta de várias inconsistências, a hipótese foi totalmente rejeitada pela comunidade científica:
1. As evidências apresentadas podem ser mais facilmente explicadas por processos geológicos mais corriqueiros e menos dramáticos;
2. Muitos dos eventos que supostamente estão associados a este(s) impacto(s) ocorreram na época errada, muitas vezes centenas ou milhares de anos antes ou depois dos impactos hipotéticos; e
3. Não existem evidências físicas críveis para a devastação ambiental cataclísmica e os depósitos característicos de sedimentos que maremotos com quilômetros de altura teriam depositado, caso realmente houvessem ocorrido.[5]